# جعفر قربان (مقاطعة فراشبند)
جعفر قربان (بالإنجليزية: Tolombeh-ye Jafar Qorban Ravan)‏ هي human-geographic territorial entity تقع في فارس في إيران.